# 치킨 런
《치킨 런》(영어: Chicken Run)은 2000년 개봉된 영국과 미국의 애니메이션 영화이다. 아드먼 애니메이션의 첫 장편 영화인 이 영화는 피터 로드와 닉 파크가 감독하고 캐리 커크패트릭이 각본을 맡았으며 로드와 파크의 원작을 바탕으로 했다. 영화에는 줄리아 사왈라, 멜 깁슨, 토니 헤이가스, 미란다 리처드슨, 필 다니엘스, 린 퍼거슨, 티모시 스폴, 이멜다 스턴튼 및 벤저민 위트로가 성우로 출연한다. 요크셔 시골을 배경으로 하는 이 줄거리는 주인이 닭 파이를 만들고 싶어 할 때 농장에서 탈출할 수 있는 유일한 희망으로 로키 로즈(Rocky Rhodes)라는 이름의 미국 수탉을 보는 영국의 의인화된 닭 그룹에 중점을 두고 있다.
치킨 런은 비판적이고 상업적인 성공을 거두었으며 2억 2천만 달러 이상의 수익을 올렸고 역사상 가장 높은 수익을 올린 스톱모션 애니메이션 영화가 되었다. 당시 이 영화는 드림웍스 애니메이션의 가장 성공적인 개봉작이었지만 이듬해에는 슈렉에게 추월당했다.
23년 후, 치킨 런: 너겟의 탄생(Chicken Run: Dawn of the Nugget)이라는 속편이 2023년 12월 15일 넷플릭스에서 출시되었다. 넷플릭스 출시는 2023년 10월 14일 제67회 BFI 런던 영화제에서 전 세계 최초로 공개되었으며, 프리뷰도 상영되었다. 영국 영화관에서 동시에 진행된다.

## 줄거리
요크셔 시골, 전쟁포로수용소처럼 지어진 달걀 농장에 닭 떼가 살고 있다. 농장은 잔인한 트위디 부인과 순종적인 남편 트위디가 운영하고 있는데, 그들은 더 이상 알을 낳을 수 없는 닭을 잡아먹는다. 반항적인 진저의 지휘를 받는 닭들은 탈출을 위해 끊임없이 새로운 방법을 고안하지만 늘 잡히게 된다. 트위디 씨는 닭들이 조직화되어 저항을 계획하고 있다고 의심하지만, 그의 아내는 적은 이익을 내는 것에 좌절하면서 그의 이론을 일축한다.
어느 날 밤, 진저는 로키 로즈라는 이름의 미국 수탉이 우리의 울타리와 추락지 위로 미끄러지는 것을 목격한다. 닭들은 그의 삔 날개를 깁스에 감고 로키의 주인이 돌아온 것에 대해 멋진 보상을 약속한 트위디스에게서 그를 숨겼다. 로키의 명백한 비행 능력에 영감을 받은 진저는 그녀와 다른 닭들이 탈출할 수 있도록 날아가는 법을 가르쳐달라고 간청하고, 그가 거부하면 인간에게 경고하겠다고 위협한다. 로키는 마지 못해 그들에게 훈련 수업을 제공한다. 어느 날 저녁, 농장을 수익성 있는 파이 제조 공장으로 전환하려는 계획의 일환으로 트위디 부인이 주문한 치킨 파이 기계 부품이 포함된 많은 장비가 농장으로 배달되었다. 트위디스가 닭의 식량 배급을 늘리고 계란 생산량 감소를 무시하자 진저는 부부의 새로운 계획이 도살을 위해 닭을 살찌우는 것이라고 추론한다. 진저와 로키가 논쟁을 벌인 후 로키는 사기를 높이는 댄스 파티를 열고 그의 날개가 치유되었다는 사실이 밝혀진다. 진저는 다음날 비행 시연을 보여달라고 주장하지만 미스터 트위디는 기계 조립을 마치고 테스트 실행을 위해 진저를 그 안에 넣는다. 로키는 그녀를 구하고 기계를 방해하여 닭들에게 경고하고 농장에서 탈출할 계획을 세울 시간을 벌어준다.
다음날 진저는 로키가 떠난 것을 발견하고 그가 실제로 스스로 날아갈 능력이없는 "닭 대포"행위의 일부임을 보여주는 포스터의 일부를 남겨두고 그들이 방법을 배울 수있는 기회를 깨닫게한다. 파리가 짓눌려졌다. 황폐해진 가운데 진저는 농장을 탈출하기 위해 항공기를 만들기 위해 왕립 공군에서 복무했던 시절에 대한 노인 수탉 폴러의 이야기에서 영감을 받았다. 트위디 씨가 파이 만드는 기계를 고치는 동안 닭들이 비행기 부품을 조립한다. 한편 로키는 트위디 부인의 치킨 파이를 광고하는 광고판을 발견하고 죄책감을 느끼고 농장으로 돌아온다.
트위디 부인은 트위디에게 기계에 사용할 닭을 모두 모으라고 명령하지만 닭은 그를 제압하고 비행기를 완성하고 진저는 폴러에게 조종을 설득한다. 비행기가 이륙 경사로에 접근함에 따라 미스터 트위디는 쓰러지기 전에 경사로를 넘어뜨릴 수 있다. 진저는 경사로를 재설정하기 위해 경주하지만 이제 경고를 받은 트위디 부인이 그녀를 공격한다. 트위디 부인이 진저에게 상처를 입히기 전에 로키는 진저와 함께 경사로를 잡고 비행기가 날아갈 수 있도록 하기 전에 돌아와 그녀를 제압한다. 로키와 진저는 출발하는 비행기에 걸린 활주로 조명을 붙잡는다. 도끼를 휘두르는 트위디 부인이 조명 위로 올라가 그들을 따라오지만, 진저는 트위디 부인을 속여 줄을 자르도록 하고 그녀를 파이 기계에 떨어뜨리고 그레이비 버섯구름 속에서 폭발하게 만든다.
닭들은 진저와 로키가 키스하는 동안 트위디스를 물리치고 승리를 축하하고, 집을 짓는 섬의 새 보호구역으로 날아간다. 얼마 후 닭들은 새 집에 정착했고 로키와 진저는 낭만적인 관계를 시작했다. 탈출하는 내내 닭들을 도와주던 두 마리 쥐 닉과 페처는 자신만의 달걀 농장을 세우기로 결심하지만, 달걀 농장을 시작하기 위해 닭을 사용해야 할지 달걀을 사용해야 할지를 두고 순환적인 논쟁에 빠진다.

## 성우
- 줄리아 사왈라
- 멜 깁슨
- 미란다 리처드슨
- 티머시 스폴
- 제인 호록스
- 이멜다 스탠턴